# МиГ-29МУ1
МиГ-29МУ1 (МіГ-29МУ1) — украинский вариант модернизации советского истребителя МиГ-29.

## История
В 2001 году специалисты Национальной академии обороны Украины и Научного центра ВВС Украины предложили рассмотреть возможность модернизации истребителей МиГ-29 ВВС Украины и разработать программу их модернизации с учётом опыта применения боевой авиации в военных конфликтах 1990-х годов.
В 2005-2007 гг. из состава вооружённых сил Украины в Азербайджан продали 12 истребителей МиГ-29 и два учебно-боевых МиГ-29УБ, перед продажей прошедших капитальный ремонт и модернизацию на Львовском авиаремонтном заводе. В ходе выполнения этого контракта был отработан «пилотный» проект модернизации украинского парка МиГ-29, в котором помимо Львовского авиаремонтного завода принимали участие предприятия «Оризон-Навигация» и ЗАО «Фазотрон-Украина», задействованное в модернизации бортовой РЛС (во время работ была увеличена дальность обнаружения и сопровождения цели за счёт обновления элементной базы). По итогам выполнения контракта министерство обороны Украины приняло решение назначить Львовский АРЗ головным предприятием по модернизации украинских МиГ-29.
28 февраля 2007 года министр обороны Украины А. С. Гриценко сообщил о выделении из специальных фондов министерства и государственного бюджета Украины 7,7 млн. гривен на завершение работ по разработке модернизированного варианта МиГ-29. Как сообщил в интервью командующий Воздушными силами ВСУ А. Я. Торопчин, модернизация самолётов МиГ-29 должна позволить продлить срок их службы до 35-40 лет с момента выпуска, а двигателей - до 20 лет, что должно было обеспечить возможность эксплуатации модернизированных самолётов ещё на 15-16 лет.
Поскольку в этот период времени военно-политическое руководство Украины ещё не определилось с содержанием военной доктрины и страна сохраняла «внеблоковый» статус, а финансирование вооружённых сил было ограниченным, было принято решение о «малой программе модернизации» МиГ-29 до уровня МиГ-29МУ1 (который должен был стать промежуточным этапом к перспективному модернизированному варианту МиГ-29МУ2).
В 2009 году завод освоил модернизацию МиГ-29 до уровня МиГ-29МУ1 и начал модернизацию первых МиГ-29 до уровня МиГ-29МУ1 для ВВС Украины. Помимо ЛГАРЗ, в программе модернизации истребителя участвуют ещё несколько предприятий военно-промышленного комплекса Украины: ГП «Оризон-Навигация», ГП «Новатор», киевские ЗАО «Фазотрон-Украина», КБ лазерной техники, КП СПБ «Арсенал», ОАО НТК «Электронприбор», ООО "Авиарм" и ООО ТТЦ «Авіарадіосервіс», а также львовское ОКБ «Текон-Электрон».
23 декабря 2009 года приказом № 651 министерства обороны Украины модернизированный истребитель МиГ-29МУ1 был официально принят на вооружение. В 2011 году завод передал в войска три модернизированных МиГ-29МУ1, которые первоначально были направлены для войсковых испытаний в 40-ю бригаду тактической авиации в Васильков, позднее одна из этих машин была передана 204-й бригаде тактической авиации.
24 июня 2012 года завод завершил модернизацию ещё одного самолёта, четвёртый МиГ-29МУ1 был передан в 114-ю бригаду тактической авиации.
27-30 сентября 2012 года на 8-м международном авиакосмическом салоне "Авиасвит-XXI" в аэропорту Гостомель самолёт МиГ-29МУ1 (бортовой номер "02") был официально представлен публике. В интервью журналистам заместитель министра обороны Д. Л. Пляцук сообщил, что в составе украинских ВВС находятся четыре МиГ-29МУ1.
К началу 2014 года специалистами ХНУВС был разработан вариант модернизации аппаратуры воспроизведения речевых сообщений П-591Б истребителей МиГ-29 (в результате которой за счёт замены блоков П-591-30 и П-591-48 компонентами, созданными с использованием новой элементной базы были уменьшены масса и габариты комплекта аппаратуры П-591Б).
По состоянию на начало августа 2014 года в составе ВВС Украины имелось четыре МиГ-29МУ1, все четыре машины были сконцентрированы в составе 40-й бригады тактической авиации и базировались на аэродроме Васильков.
Принятая 16 сентября 2011 года "Концепція підтримання справності та бойового потенціалу парку авіаційної техніки авіації ПС ЗСУ до 2025 р." и принятая в феврале 2012 года "Государственная целевая оборонная программа развития вооружения и военной техники на 2012-2017 годы" предусматривали модернизацию дополнительного количества МиГ-29 до уровня МиГ-29МУ1, однако по официальным данным министерства обороны Украины, опубликованным в справочном издании "Белая книга Украины", в период с начала 2013 до конца 2015 года дополнительных МиГ-29МУ1 в войска не поступало.
В 2016 году модернизировали и передали в войска ещё два МиГ-29МУ1.
По состоянию на начало сентября 2017 года, шесть МиГ-29МУ1 были сосредоточены в составе 40-й бригады тактической авиации и базировались на аэродроме Васильков.
В 2018 году Львовский авиаремонтный завод начал модернизацию первого МиГ-29 до уровня МиГ-29МУ2. Сообщается, что переоборудование истребителя запланировано завершить до конца 2018 года и в начале 2019 года передать самолёт на испытания.
1 августа 2018 года в войска передали ещё два МиГ-29МУ1, 21 декабря 2018 года - ещё один МиГ-29МУ1, 24 марта 2019 года - ещё один МиГ-29МУ1, 14 ноября 2019 года - ещё один Миг-29МУ1.
27 марта 2020 года в войска передали ещё один модернизированный истребитель, 31 июля 2020 года - ещё один, 9 октября 2020 года - ещё один модернизированный МиГ-29МУ1, 7 декабря 2020 года в войска был передан ещё один МиГ–29МУ1.
10 марта 2021 года на аэродроме Васильков военный инженер на личном легковом автомобиле Volkswagen Touran выехал на рулежную дорожку аэродрома и врезался в хвостовую часть самолёта МиГ-29МУ1 (бортовой номер 08), который буксировали на стоянку. В результате столкновения произошло возгорание самолёта, которое привело к повреждениям двигателя и других агрегатов, но было ликвидировано пожарными.
22 июня 2021 года в войска был передан ещё один МиГ–29МУ1 (бортовой номер 19).

## Описание
Модернизация МиГ-29 до уровня МиГ-29МУ1 направлена на увеличение дальности обнаружения воздушных целей, улучшение точности выведения самолёта в заданную точку и расширение возможностей по контролю и регистрации функциональных параметров технического состояния самолёта, двигателя и ряда бортовых систем.
В ходе модернизации истребитель проходит капитальный ремонт с продлением ресурса на Львовском авиаремонтном заводе, окрашивается в "пиксельный" камуфляж, на самолёт устанавливают интегрированный в БРЭО приёмник системы спутниковой навигации СН-3307 производства «Оризон-Навигация» (за счёт чего увеличена точность навигации и дальность применения автоматизированных средств инструментальной посадки), специалистами «Фазотрон-Украина» производится замена блока приёмника Н019-09 бортовой РЛС Н019 (что позволило повысить её надёжность за счёт использования новой, более современной элементной базы до 10-20 тысяч часов). Кроме того, сообщается о расширении спектра частот радиостанции под требования ICAO.
По состоянию на начало октября 2012 года стоимость программы модернизации одного МиГ-29 до уровня МиГ-29МУ1 (без учёта расходов на капитальный ремонт) составляла 2 млн. долларов США. В ноябре 2014 года стоимость модернизации одного МиГ-29 для вооружённых сил Украины оценивали в 29,166 - 29,167 млн. гривен.
Повышению боевой эффективности самолёта должно также способствовать использование усовершенствованного ракетного оружия украинского производства (230-мм ракет класса «воздух-воздух» средней дальности Р-27ЭР1 и Р-27ЭТ1 производства государственной компании «Артем» с дальностью пуска до 95 км и перспективных 170-мм ракет «Грань» ближнего воздушного боя с тепловой головкой самонаведения, разработка которых поручена ГККБ «Луч» и ГАХК «Артем»).

## Страны-эксплуатанты
- Украина: 8 единиц по состоянию на 2018 год[27][28]

## Дополнительная информация
ГП «Укроборонсервис» (дочернее предприятие компании «Укрспецэкспорт» концерна «Укроборонпром») предлагает использовать отдельные технические решения программы модернизации МиГ-29МУ1 для проведения модернизации истребителей МиГ-29 иностранных заказчиков.